# Deng Yawen
Deng Yawen, född 17 oktober 2005, är en kinesisk BMX-cyklist.

## Karriär
Deng Yawen började med BMX freestyle vid 12 års ålder efter att tidigare tränat friidrott med fokus på spjutkastning. Vid OS 2024 tog hon guld i BMX-klassen freestyle.